# Edward Said

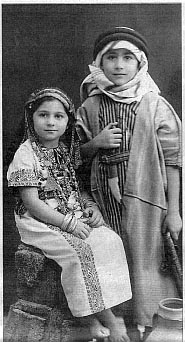
Edward Said i la seva germana Rosemarie l'any 1940.

Edward Said o Edward Saïd (àrab: إدوارد وديع سعيد, Idwārd Wadīʿ Saʿīd) (Jerusalem, 1 de novembre de 1935 - Nova York, 24 de setembre de 2003) va ser un crític i teòric literari i polític, professor universitari i activista palestí amb nacionalitat estatunidenca pel seu pare, que havia servit a l'exèrcit dels Estats Units durant la Primera Guerra Mundial.

## Biografia
Said va néixer l'1 de novembre de 1935 a la ciutat de Jerusalem, capital de Palestina (que en aquells moments estava sota mandat britànic), en una família àrab cristiana. El 1948 es va haver de traslladar amb la família a un camp de refugiats davant l'ocupació del Jerusalem Occidental per part de les forces israelianes i posteriorment es va poder escapar a Egipte.
A 14 anys, Said va entrar al Col·legi Victoria del Caire i després a l'Escola Mount Hermon, als Estats Units. Posteriorment es va llicenciar a la Universitat de Princeton i es va doctorar a la Universitat Harvard. El 1963 va ingressar com a professor a la Universitat de Colúmbia, on va fer classes d'anglès i de literatura comparada durant dècades. Said també va ensenyar a les universitats Harvard, Johns Hopkins i Yale. Parlava anglès i francès fluidament, el seu àrab col·loquial era excel·lent, el seu àrab formal, molt bo, i estava familiaritzat amb el castellà, l'alemany, l'italià i el llatí.
Se li van concedir nombrosos doctorats honoraris arreu del món i va rebre dues vegades el Premi Trilling de Colúmbia, així com el Premi Wellek de l'Associació Americana de Literatura Comparada (American Comparative Literature Association, ACLA). L'any 2002 se li va atorgar el Premi Príncep d'Astúries de la Concòrdia, juntament amb Daniel Barenboim, per la formació de la West-East Divan Orchestra, un exemple de col·laboració entre palestins i jueus.
Edward Said va morir a 67 anys, a la ciutat de Nova York, el 24 de setembre de 2003, després d'una llarga lluita contra la leucèmia.

## Orientalisme
Said és conegut per haver descrit i criticat l'orientalisme, que, per ell, consisteix en una constel·lació de falsos prejudicis que hi ha en el fons de les actituds occidentals pel que fa a l'Orient.
En la seva obra Orientalism, del 1978, Said denuncia els persistents i subtils prejudicis eurocèntrics contra els pobles araboislàmics i contra la seva cultura. Argumenta que una llarga tradició d'imatges falses i romàntiques d'Àsia i el Pròxim Orient en la cultura occidental ha servit de justificació implícita a les ambicions colonials i imperials d'Europa i els Estats Units.

## Covering Islam
A Covering Islam  (1981 i 1997), l'anàlisi que havia fet prèviament de la tradició orientalista europea es portava cap als orientalistes contemporanis, a banda de revisar la imatge que els mitjans de comunicació de masses oferien de l'islam, presentat com:
- un tot homogeni
- associat a la violència i a la irracionalitat
- endarrerit
- essencialment enfrontat a Occident

A més, s'exposaven un seguit d'estereotips que amagaven una intencionalitat política, ja que justificaven la política occidental envers els països àrabs i musulmans, que es mobilitzava dins d'aquesta ideologia i no donava un coneixement objectiu i per se d'aquests països.

## Activisme
Com a activista palestí, Said va defensar els drets dels palestins a Israel i els territoris ocupats de Gaza i Cisjordània. En els seus escrits del 1980, Said va anticipar una eventual política d'agressió per part dels Estats Units al Pròxim Orient.
Durant molts anys va ser membre del Consell Nacional Palestí, però va trencar amb Iàssir Arafat per les discrepàncies amb els Acords d'Oslo. Said els considerava un frau i feia notar que no esmentaven la fi de l'ocupació israeliana i el destí de Jerusalem ni proposaven una solució per als assentaments israelians.
Va fundar amb Daniel Barenboim una orquestra per la pau.
Tot i haver trencat amb Arafat, la seva lluita pels drets dels palestins va continuar, i l'any 2000 va llençar simbòlicament una pedra contra una torre de vigilància israeliana a la frontera israelolibanesa.
Seva és la frase: «L'exili és una cosa curiosament encisadora a l'hora de pensar-hi, però terrible d'experimentar».

## Antagonistes
A causa del seu activisme propalestí, els sectors proisraelians el van acusar de formar part de la línia dura i de ser antisemita i, fins i tot, terrorista, i al llarg de la seva vida va patir diversos atacs.

## Obres publicades
- Joseph Conrad and the Fiction of Autobiography (1966).
- Beginnings: Intention and Method (1975).
- Orientalism (1978).
- The Question of Palestine (1979).
- Literature and Society (editor) (1980).
- Covering Islam: How the Media and the Experts Determine How We See the Rest of the World (1981).
- The World, the Text and the Critic (1983).
- After the Last Sky: Palestinian Lives (1986) [amb fotografies de Jean Mohr].
- Blaming the Victims: Spurious Scholarship and the Palestinian Question (1988).
- Yeats and Decolonization (1988).
- Musical Elaborations (1991).
- Culture and Imperialism (1993).
- The Politics of Dispossession (1994).
- Representations of the Intellectual: The Reith Lectures (1994).
- The Pen and the Sword: Conversations with Edward W. Said (1994) [converses amb David Barsamian].
- Peace and Its Discontents: Essays on Palestine in the Middle East Peace Process (1996).
- Entre guerre et paix (1997).
- Acts of Aggression: Policing Rogue States (amb Noam Chomsky i Ramsey Clark) (1999).
- Out of Place (1999) (memòries).
- Henry James: Complete Stories, 1884-1891 (editor) (1999).
- The End of the Peace Process: Oslo and After (2000).
- Reflections on Exile (2000).
- The Edward Said Reader (2000).
- Power, Politics and Culture: Interviews with Edward W. Said (2001).
- CIA et Jihad, 1950-2001: Contre l'URSS, une désastreuse alliance (2002), amb John K. Cooley.
- Culture and Resistance: Conversations with Edward W. Said (2003) [entrevistes fetes per David Barsamian].
- From Oslo to Iraq and the Road Map (2003).
- Humanism and Democratic Criticism (2005).
- On Late Style: Music and Literature Against the Grain (pòstum, 2006)
- Criticism in Society (sense any de publicació).
- Edward Said: A Critical Reader (sense any de publicació).
- Freud and the Non-European (sense any de publicació).
- Jewish Religion, Jewish History (introducció) (sense any de publicació).
- Nationalism, Colonialism, and Literature (sense any de publicació).
- Parallels and Paradoxes: Explorations in Music and Society (amb Daniel Barenboim) (sense any de publicació).

## Honors i premis
A més d'honors, membres i publicacions a prestigioses organitzacions d'arreu del món, Edward Said va rebre una vintena de títols universitaris honorífics al llarg de la seva vida professional com a acadèmic, crític i home de lletres. Entre els honors que se li van atorgar hi havia:
- el premi Bowdoin de la Universitat Harvard.

- Va rebre dues vegades el premi Lionel Trilling Book Award; la primera ocasió va ser l'entrega inaugural d'aquest premi literari l'any 1976, per Beginnings: Intention and Method (1974). També va rebre el

- Premi Wellek de l'Associació Americana de Literatura Comparada

- El premi inaugural Spinoza Lens.[5]

- Premi Literari Lannan a la seva trajectòria l'any 2001

- Premis Princesa d'Astúries de la Concòrdia l'any 2002 (compartit amb Daniel Barenboim).

- Primer ciutadà nord-americà a rebre el Premi Sultan Owais (per a Assoliments Culturals i Científics, 1996–1997).

- L'autobiografia Out of Place (1999)[6] va rebre tres premis, el 1999 New Yorker Book Award for Non-Fiction; el 2000 Anisfield-Wolf Book Award de no-ficció; i el premi Morton Dauwen Zabel de literatura.[7]

## Mort i llegat

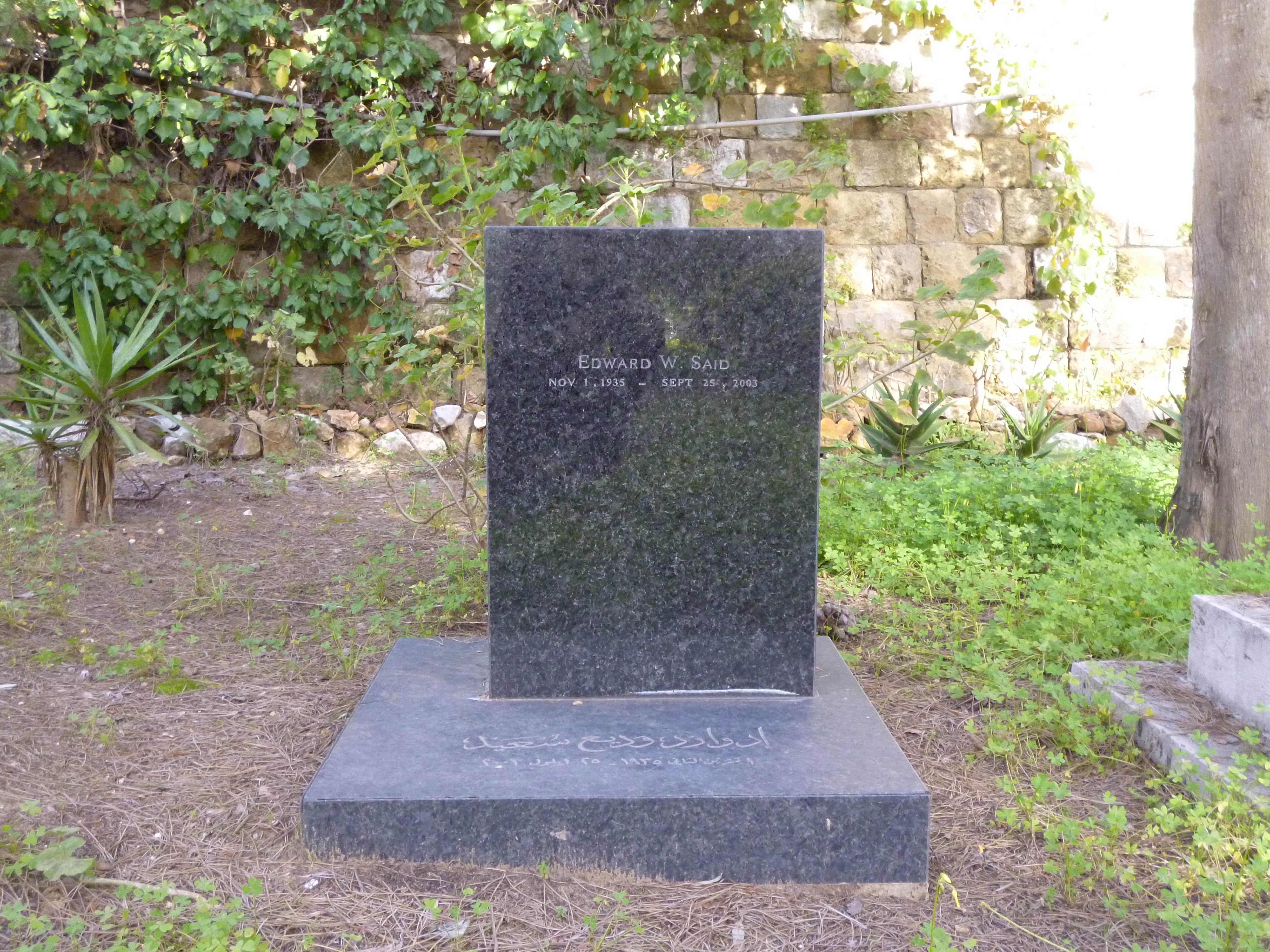
La làpida d'Edward Said

In Memoriam Edward Wadie Saïd: un cartell de la Iniciativa Nacional Palestina al mur de Cisjordània israelià

Said va morir als 67 anys a la ciutat de Nova York el 24 de setembre de 2003, després d'una lluita de 12 anys amb la leucèmia limfocítica crònica. Li van sobreviure la seva dona, Mariam C. Said, el seu fill, Wadie Said, i la seva filla, Najla Said. Els panegírics incloïen Alexander Cockburn (Un cor poderós i apassionat); Seamus Deane (Un estil tardà d'humanisme); Christopher Hitchens (A Valediction for Edward Said); Tony Judt (El cosmopolita sense arrels); Michael Wood (Sobre Edward Said); i Tariq Ali (Recordant Edward Said, 1935–2003). Said està enterrat al cementiri protestant de Broumana, Jabal Lubnan, Líban. La seva làpida indica que va morir el 25 de setembre de 2003.
Els homenatges a Said inclouen llibres i escoles. Els llibres inclouen Waiting for the Barbarians: A Tribute to Edward W. Said (2008) que inclou assaigs d’Akeel Bilgrami, Rashid Khalidi i Elias Khoury; Edward Said: The Charisma of Criticism (2010), de Harold Aram Veeser, una biografia crítica; i Edward Said: A Legacy of Emancipation and Representations (2010), amb assaigs de Joseph Massad, Ilan Pappé, Ella Shohat, Ghada Karmi, Noam Chomsky, Gayatri Chakravorty Spivak i Daniel Barenboim.
El 2002, Zayed II bin Sultan Al Nahayan, el fundador i president dels Emirats Àrabs Units, i d'altres van dotar la càtedra Edward Said a la Universitat de Colúmbia; actualment l'ocupa Rashid Khàlid.
El novembre de 2004, a Palestina, la Universitat de Birzeit va canviar el nom de la seva escola de música com a Conservatori Nacional de Música Edward Said.
L’Acadèmia Barenboim–Said (Berlín) es va establir el 2012.
El 2016, la Universitat Estatal de Califòrnia, Fresno, va començar a examinar els sol·licitants per a una càtedra d'estudis de l'Orient Mitjà de nova creació que portava el nom d'Edward Said, però després de mesos d'examinar els sol·licitants, l'estat de Fresno va cancel·lar la cerca. Alguns observadors afirmen que la cancel·lació es va deure a la pressió d'individus i grups pro-israelians.